# 高士特職業車隊
亞塔騎高士特職業車隊（英語：Attaque Team Gusto，UCI隊碼：ATG），是台灣職業自由車隊，由魏宏帆所經營的高士特和其他贊助商共同投資成立。2014年3月4日在台北101宣布成立，為UCI洲際三級車隊。教練團由義大利籍總教練Alessandro Raisoni、副教練Giacomo Notari和運科助理教練Giuseppe De Maria和執行教練楊振坤組成。車隊從成立時全為台灣車手，2015年賽季將加入外籍車手。
台灣高士特車隊已於2017年賽季結束後解散，改為贊助位於斯洛維尼亞的盧比安納高士特Xaurum車隊（Ljubljana Gusto Xaurum），其中原隊員黃文忠及盧紹軒於2018年度轉往斯洛維尼亞高士特車隊。

## 2017年車隊陣容

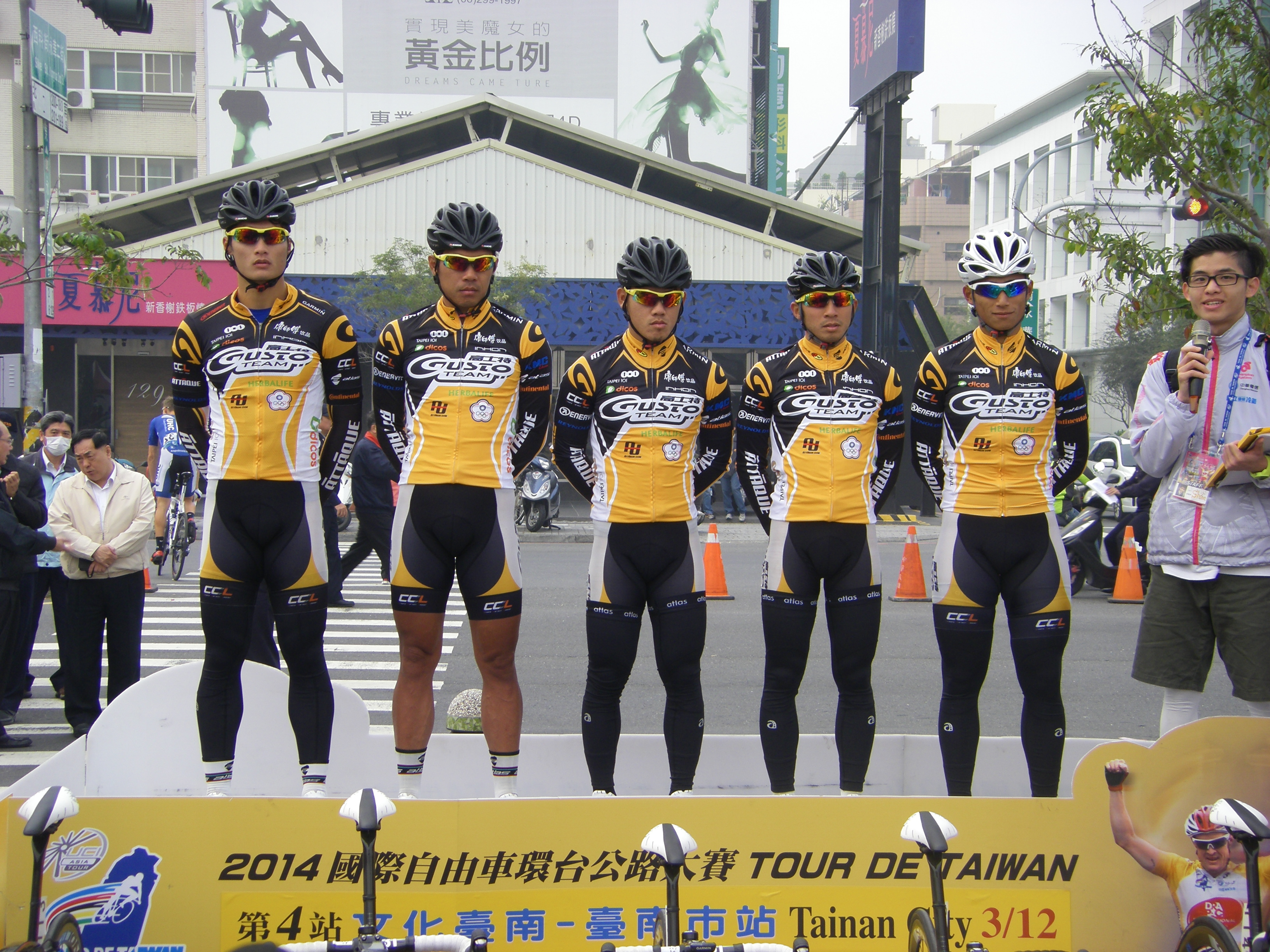
左至右為李偉誠、劉金峰、蕭世鑫、劉書銘、馮俊凱

|            | 車手                | 出生日期               |
| ---------- | ------------------- | ---------------------- |
| 臺灣地區   | 陳建州              | 1997年12月2日（20歲）  |
| 澳大利亚   | Alistair Donohoe    | 1995年3月3日（22歲）   |
| 澳大利亚   | Tim Guy             | 1989年5月16日（28歲）  |
| 澳大利亚   | Benjamin Hill       | 1990年2月5日（27歲）   |
| 臺灣地區   | 黃文忠              | 1990年9月20日（27歲）  |
| 新西兰     | Guy Kalma           | 1995年1月19日（22歲）  |
| 斯洛文尼亚 | Vladimir Kerkez     | 1984年3月1日（33歲）   |
| 斯洛文尼亚 | Nik Kranjec         | 1998年5月26日（19歲）  |
| 斯洛文尼亚 | Martin Lavric       | 1998年11月28日（19歲） |
| 臺灣地區   | 盧紹軒              | 1994年3月26日（23歲）  |
| 美国       | Alder Martz         | 1990年11月9日（27歲）  |
| 斯洛文尼亚 | Jaka Paulic         | 1998年11月29日（19歲） |
| 波兰       | 希蒙·萨伊诺克       | 1997年8月24日（20歲）  |
| 哈萨克斯坦 | Alexandr Shushemoin | 1987年2月26日（30歲）  |
| 德国       | Mario Vogt          | 1992年1月17日（25歲）  |

## 前隊職員
- 榮譽教練徐瑞德於2014年10月請辭。
- 馮俊凱2014年10月使用逃脫條款離開，加盟藍波-美利達。
- 劉金峯、陳建良和蕭世鑫三名車手被以「有損公司聲譽與形象」為由解約，三名車手提起告訴。[1]
- 李偉誠和黃晉隆在2014年8月離隊。
- 謝政穎、潘俊良和楊武興在2014年12月約滿離隊。

## 外部連結
- 台灣Facebook專頁